# Marsala
Marsala (italijanska izgovorjava: [marˈsaːla]; sicilijansko Maissala, izgovarja [maɪsˈsaːla], latinsko Lilybaeum) je italijansko mesto v pokrajini Trapani v najbolj zahodnem delu Sicilije. Marsala je najbolj naseljeno mesto v svoji pokrajini in peto na Siciliji.
Mesto je znano po pristanku Garibaldija 11. maja 1860 (pohod tisočev) in po vinu Marsala. Značilnost območja je naravni rezervat Laguna Stagnone - morsko območje s solinami.
Marsala je zgrajena na ruševinah starodavnega kartažanskega mesta Lilybaeum in na svojem ozemlju vključuje arheološko najdišče otoka Motya, starodavnega feničanskega mesta. Sodobno ime verjetno izhaja iz arabščine مَرْسَى عَلِيّ (marsā ʿaliyy, 'Alijevo pristanišče') ali morda مَرْسَى اللّٰه (marsā llāh, 'Božje pristanišče').

## Geografija
Mesto je na skrajni zahodni točki Sicilije, na rtu Lilibeo, od koder je vidno Egadsko otočje in laguna Stagnone.
Ozemlje Marsale, veliko 241 kvadratnih kilometrov, ima bogato kulturno in krajinsko dediščino; njeno območje vključuje laguno Stagnone, naravni rezervat, v katerem je otok Mozia.
V mestu Marsala je živelo približno 86.000 prebivalcev do konca leta 1970, ko se je Petrosino, vas, ki je bila prej del Marsale, po lokalnem referendumu odločilo, da postane samoupravno mesto.
Območje Marsale je razvrščeno kot potresno območje 2 (srednje). V zadnjih 200 letih so bili zabeleženi trije srednje močni potresi:
- 18. maja 1828 - magnituda 5,17 (približno VI Mercallijeva lestvica)
- 15. januarja 1968 - potres v Belicah, ki je v Marsali dosegel VII po Mercallijevi lestvici (čeprav je bila njegova intenzivnost na drugih lokacijah tudi do X).
- 7. junija 1981 - magnituda 4,60 (IV – V skala Mercallijeve lestvice) z epicentrom v kraju Borgo Elefante v kraju Mazara del Vallo, približno 20 kilometrov od središča mesta Marsala.

V Marsali je vroče-poletno sredozemsko podnebje (Köppen: Csa), podobno kot v večini obalnih mest na Siciliji, z vročimi in suhimi poletji ter zmerno mokrimi in milimi zimami. Vreme v Marsali je podobno vremenu v bližnjem Trapaniju.
Poletja so na splošno topla z rekordno najvišjo temperaturo 37 ° C  avgusta 2017. Poleti zaradi tega, kako je suho, ni nenavadno doživeti učinek vetra široko, ki prinaša prah in pesek iz Sahare.
Zime so navadno deževne in hladnejše s temperaturami med najmanj 1 ° C (decembra 2014) in 21 ° C. Sneženje se zgodi zelo redko, saj temperatura še nikoli ni padla pod ledišče, čeprav je sneg že padel, na primer decembra 2014.

## Mitologija
V grški mitologiji je bil Butes edini Argonavt, ki je med plovbo mimo Siren skočil v morje, ker se ni mogel upreti šarmu njihovega petja, toda Afrodita ga je rešila in prenesla v Lilybaeum.

## Zgodovina

### Kartažansko obdobje
Kartažanska vojska, ki je bila leta 409 pred našim štetjem poslana na osvojitev Selinunta, je pristala in se utaborila blizu kraja poznejšega Lilybaeuma. Leta 397 pred našim štetjem, ko je feransko kolonijo Motya na jugozahodni obali Sicilije napadel in uničil sirakuški tiran Dionizij I., so preživeli na kopnem ustanovili mesto, kraj današnje Marsale, ki so ga imenovali Punic ime, zabeleženo v grščini kot Lilýbaion (Λιλύβαιον) in v latinščini kot Lilybaeum. V naslednjih dveh stoletjih je postalo pod Kartažani veliko mesto kot trgovsko središče za industrijsko blago in bazo moči ter služilo kot strateško pristanišče med Kartagino in njihovimi ozemlji na Sardiniji. Od začetka je bila zgrajena z močnimi obrambnimi zidovi  in je imela tri povezana pristanišča. Punski Lilybaion ni bil nikoli osvojen, čeprav je bil večkrat oblegan npr. Pir iz Epira in Rimljani. Obzidje je bilo na koncu visoko preko 10 m in debelo 7 m. Za Pirovo obleganje leta 278 pred našim štetjem je bila okrepljen drug zid, oddaljen 10 m od prvega. Obleganje je trajalo dva meseca, preden so se umaknili. To je bilo edino mesto, ki ga Pir ni mogel osvojiti med svojim pohodom na Sicilijo.
Prva punska vojna se je začela tukaj, ko je punska vojska pristala v Lilybaionu v letih 265–264 pred našim štetjem, nato pa je preko Sicilije odkorakala v Messino, kjer se je zgodil začetni spopad vojne.
Leta 250 pred našim štetjem so Rimljani poslali ogromno pomorsko ekspedicijo do 240 ladij proti Lilybaeumu, sedežu Kartagine. Poslana je bila tudi ogromna rimska vojska 4 legij pod obema konzuloma. Kartažani so prav tako razumeli pomen tega pristanišča in sestavili vse sile, da bi rešili mesto, vključno s približno 10.000 plačanci (Kelti in Grki). Kartažani so iz Afrike pod vodstvom Hanibala odpluli s 50 ladijami, da bi mesto poskušali rešiti z naletom proti središču pristanišča. Rimljani niso poskušali ustaviti vstopa flote zaradi nenadnega pojava in neugodnih vetrov v tujem pristanišču.
Rimska flota je bila leta 249 pred našim štetjem poražena pri Drepani, ko je tam poskusila presenetljiv napad, ki mu je kmalu zatem v nevihti sledilo uničenje preostale flote. To je prisililo Rimljane, da so se naselili za dolgo obleganje.
Obleganje Lilybaeuma (250 pr. n. št.) je trajalo 9 let brez rimskega uspeha. Kartagina je med vojno lahko okrepila in ponovno oskrbela Lilybaeum. Nekateri galski plačanci so nameravali izdati mesto, toda Alexon, ki je prej rešil Agrigentum pred podobnimi izdajami, je zaplet zavrnil, tako da je obvestil kartažanskega poveljnika Himilca.
Leta 241 pred našim štetjem so mesto Rimljani prejeli kot del mirovne pogodbe, ki je končala prvo punsko vojno, nato pa je postalo eno najpomembnejših mest na Siciliji.

### Rimski Lilybaeum
Leta 218 pred našim štetjem se je v drugi punski vojni bitka pri Lilybaeumu vodila med mornaricami Kartagine in Rima, ko je Kartagina poskušala s tajnim napadom na mesto ponovno vzpostaviti bazo. Marcusu Amelliusu, pretorju v Lilybaeumu, so povedali o bližajočem se napadu in pripravili svojih 20 ladij, ki so uspele premagati 50 nasprotnih quinqeremes.
V republikanskem obdobju so mesto obogatili z dvorci in javnimi zgradbami in ga poimenovali splendidissima urbs, kot piše Cicero, ki je služil kot kvestor v regiji med letoma 76 in 75 pr. n. št. Med državljanskimi vojnami je bil Lilybaeum dvakrat oblegan, leta 43 pr. n. št. Sekst Pompej in leta 38 Lepid, med tem so obzidje še okrepili, kot kaže napis.
Mestno obzidje je bilo opuščeno v 4. st. n. št., kot kažejo stavbe, postavljene nad ali ob stenah.

### Post-rimsko obdobje
Mesto je bilo sedež škofije Lilybaeum vsaj od začetka 5. stoletja našega štetja. Mesto, ki so ga v 5. stoletju opustošili Vandali, je bilo v 6. stoletju priključeno Justinijanovemu Bizantinskemu cesarstvu. V tem obdobju je mesto prizadela dizenterija, napadi piratov in zanemarjanje Konstantinopla. Prihod arabskih Berberov na bližnjo goro Granitola v 8. stoletju je pomenil nadaljevanje trgovine in začetek ponovnega rojstva mesta. Mesto se je zaradi širine starodavnega pristanišča, ki je v bližini Punta d'Alga, preimenovalo v Marsa ʿAlī (ʿAlījevo pristanišče) ali morda v Marsa ʿāliyy (Veliko pristanišče). Druga možna izpeljava je Marsa Allāh (božje pristanišče).
Od konca 11. stoletja so to območje osvojile normanske, anžujske in aragonske čete. V tem času je Marsala postala bogata, predvsem zaradi trgovine. Vendar je blokada pristanišča Punta Alga, ki jo je odredil cesar Karel V., da bi ustavil Saracenske napade, končala to obdobje blaginje.
Razvoj vina Marsala konec 18. stoletja, ki so ga na Siciliji uvedli angleški trgovci, je znatno izboljšal lokalno trgovino. To je sprožilo gospodarsko širitev v Marsali, vključno s financiranjem infrastrukturnih projektov, kot je sedanje pristanišče Margitello.
11. maja 1860 je Giuseppe Garibaldi pristal pri Marsali, s čimer se je začel proces italijanskega združevanja.
11. maja 1943 je zavezniško bombardiranje mesta pred začetkom invazije zaveznikov na Sicilijo v drugi svetovni vojni trajno poškodovalo baročno središče in zahtevalo veliko žrtev: »Marsala je zbrisana z zemljevida« je bil naslov v New York Timesu dne 13. Maja 1943.

## Arheologija
Arheološko območje Marsale je bilo raziskano tako z izkopavanji kot s topografskimi študijami. Lilybaeum, antično mesto, je zavzelo pravokotno območje na Capo Boeo, nizek in skalnat rt, položen navzdol proti morju. Urbano razporeditev mesta lahko datiramo v 2. stoletje pred našim štetjem s sodobnima Viale Vittorio Veneto kot Decumanus Maximus in Viale Cesare Battisti kot Cardo Maximus.
Na podlagi arheoloških najdb v Capo Boeo je bil Lilybaeum dvakrat obnovljen, v 1. stoletju pred našim štetjem in v 3. stoletju našega štetja. Ni dovolj dokazov, da bi slednje povezali s potresom leta 365 na Kreti, čeprav literatura in arheološka odkritja drugje kažejo, da so bila prizadeta tudi druga sicilska mesta, kot je Selinunt.
Vidnih je več drobcev mestnega obzidja in tal ter obzidja javnih in zasebnih stavb. Izkopavanja na več mestih pod modernim mestom so razkrila bogata mozaična tla v mestnih hišah.
V arheološkem muzeju Baglio Anselmi je primer kartažanske ladje, ki je bila verjetno uporabljena med bitko na Egadskem otočju (241 pr. n. št.), najdena na morskem dnu ob obali Marsale, pa tudi drugi ostanki s tega območja, kot so keramika, marmornate skulpture in mozaiki. Izkopane so številne lepo poslikane grobnice in nagrobniki, ki kažejo na edinstveno ohranitev barv.
Tri vhodna vrata v mesto iz normanskih časov: Porta Nuova, Porta di Mare in Porta Mazara so bila obnovljena v 17. in 18. stoletju v veliko večji obliki: Porta Mazara, obnovljena leta 1572 na jugovzhodu; Porta di Mare ('Morska vrata') (preimenovana v Porta Garibaldi) obnovljena leta 1685, so na jugozahodu mesta; Porta Nuova ('Nova vrata') so bila obnovljena leta 1790 in so na severozahodu mesta. Mestni svet se je leta 1887 odločil, da bo mestno obzidje porušil, da bo omogočil hitro rast mesta. Skupaj s tem rušenjem so bila porušena še severovzhodna vrata, imenovana Porta Trapani, zgrajena v začetku 17. stoletja, ki so zaradi majhnosti v primerjavi z ostalimi tremi vrati mesta dobila vzdevek Porticella; včasih so bila na križišču Via Pellegrino in Via Sardegna.

## Gospodarstvo
Gospodarstvo Marsale je še vedno odvisno od pridelave vina, čeprav je turizem rastoča panoga in postaja tudi pomemben vir dohodka mesta. Marsala je s svojo 14-kilometrsko obalo peščenih plaž in čistega morja, dostopom do bližnjih Egadskih otokov in naravnega okolja Saline Della Laguna in lagune Stagnone pomembna sicilska turistična destinacija.

## Znamenitosti

### Religiozna arhitektura
- Stolnica v Marsali (17. stoletje), posvečena svetemu Tomažu Canterburyjskemu in zgrajena na mestu normanske predhodnice iz leta 1176. V njej so orgle s 4317 cevmi.
- Cerkev Purgatorio, sedež primitivne kongregacije duš v vicah.
- Cerkev Addolorata.
- Cerkev Santa Maria dell'Itria: bogoslužni prostor, posvečen Madonni Odigitriji s sosednjim samostanom očetov Reda diskalciranih avguštincev.
- Cerkev Carmine in samostan Red Blažene Device Marije z naslovom Annunziata (posvečena, danes sedež predstavništva in Občinska umetniška galerija - razstava sodobne slike)
- Cerkev sv. Mateja.
- Cerkev in samostan sv. Petra in samostan redovnikov benediktinskega reda. Po desetletjih zanemarjanja so bile stavbe obnovljene in preoblikovane v kulturno središče, ki vključuje: Mestno knjižnico Salvatore Struppa, Mestni muzej (Garibaldi Risorgimento, oddelek za arheološke in ljudske tradicije), Mednarodni center za risorgimentalne študije in Mednarodni študijski center Feničanski - punski in rimski.
- Cerkev sv. Janeza Krstnika, imenovana tudi cerkev San Giovanni al Boeo

## Posvetna arhitektura =
- Španska četrt (mestna hiša)
- Palača VII. aprila (16. – 17. stoletje), zgrajena na mestu Lože Pisani; prej imenovana Palazzo dei Giurati in neformalno imenovana tudi Palazzo Municipale in Palazzo di Città je ena glavnih zgradb mesta Marsala, pa tudi sedež občinskega sveta.
- Palača Fici.
- Palača Grignani.
- Palača Spanò-Burgio.
- Mestno gledališče, zgrajeno v 19. stoletju, ima 300 sedežev, ki so ga leta 1994 ponovno odprli in posvetili Eliodoru Sollimi.
- Cine Teatro Impero, zgrajen v času fašizma.
- Kmetijsko tehnični inštitut s specializirano vinarsko šolo Abele Damiani Marsala - agregat IPSAA Strasatti z gostinskim oddelkom (državna javna srednja šola).

### Vojaška arhitektura
- Villa Araba, karabinjerji (vojaška policija in javna varnost), poveljniška četa in operativni center
- Grad Marsala, srednjeveški grad normanskega izvora. V preteklosti so ga uporabljali kot zapor.
- Antična vrata in obzidje Marsale

### Drugo
Leta 1773 se je začela obsežna proizvodnja vina, ki jo je spodbudil angleški trgovec John Woodhouse. Med pomembnejše vinarske obrate spadajo Ingham-Whitaker, le Cantine Florio, Martinez, Pellegrino, Rallo, Mineo, Bianchi, Baglio Hopps, Donnafugata, Alagna, Caruso e Minini. Kleti Marsala niso znane samo po pridelavi sladkih vin, temveč tudi po rdečih in belih vinih. Proizvajajo moderno vino, kot so Alcesti, De Bartoli, Fina, Vinci, Birgi, Mothia, Paolini e Baglio Oro. Leta 2012 je bila Marsala imenovana za evropsko prestolnico vina. 

## Pobratena mesta
Marsala je pobratena z:
- Kelibia, Tunizija[20]
- Modica, Italija[21]
- grofija Nysa, Poljska[22]
- Porto, Portugalska[23]